# Кихбах
Кихбах (њем. Kühbach) град је у њемачкој савезној држави Баварска. Једно је од 24 општинска средишта округа Ајхах-Фридберг. Према процјени из 2010. у граду је живјело 4.057 становника. Посједује регионалну шифру (AGS) 9771144.

## Географски и демографски подаци
Кихбах се налази у савезној држави Баварска у округу Ајхах-Фридберг. Град се налази на надморској висини од 424–455 метара. Површина општине износи 37,6 km². У самом граду је, према процјени из 2010. године, живјело 4.057 становника. Просјечна густина становништва износи 108 становника/km².

## Међународна сарадња
| Мјесто         | Држава   | Врста сарадње | Од    |
| -------------- | -------- | ------------- | ----- |
| Балатонфелдвар | Мађарска | контакт       | 2000. |
| Извор          |          |               |       |